# Ranemsletta
Ranemsletta is een plaats in de Noorse gemeente Overhalla, provincie Trøndelag. Ranemsletta telt 346 inwoners (2007) en heeft een oppervlakte van 0,53 km².